# Bình Khánh (Long Xuyên)
Bình Khánh is een phường in de stad Long Xuyên, in de Vietnamese provincie An Giang. Bình Khánh ligt aan de westelijke oever van de Hậu.